# Dihammaphoroides
Dihammaphoroides is een kevergeslacht uit de familie van de boktorren (Cerambycidae). De wetenschappelijke naam van het geslacht werd voor het eerst geldig gepubliceerd in 1967 door Zajciw.

## Soorten
Dihammaphoroides omvat de volgende soorten:
- Dihammaphoroides jaufferti Galileo & Martins, 2003
- Dihammaphoroides sanguinicollis Zajciw, 1967